# Ozero Tjeres
Ozero Tjeres (ryska: Озеро Черес) är en sjö i Belarus.   Den ligger i voblasten Vitsebsks voblast, i den norra delen av landet, 190 km norr om huvudstaden Minsk. Ozero Tjeres ligger 130 meter över havet. Arean är 0,66 kvadratkilometer. Den sträcker sig 3,1 kilometer i nord-sydlig riktning, och 0,9 kilometer i öst-västlig riktning.
Omgivningarna runt Ozero Tjeres är en mosaik av jordbruksmark och naturlig växtlighet. Runt Ozero Tjeres är det glesbefolkat, med 17 invånare per kvadratkilometer.